# Challes-la-Montagne
Challes-la-Montagne település Franciaországban, Ain megyében. Lakosainak száma 185 fő (2022. január 1.). Challes-la-Montagne Ceignes, Leyssard, Poncin, Saint-Alban és Serrières-sur-Ain községekkel határos.

## Népesség
A település népességének változása:
| Lakosok száma | 169  | 169  | 193  | 189  | 181  | 189  | 194  | 196  | 192  | 185  |
|               | 1968 | 1982 | 1990 | 2006 | 2013 | 2015 | 2017 | 2019 | 2020 | 2022 |